# Linor Abargil

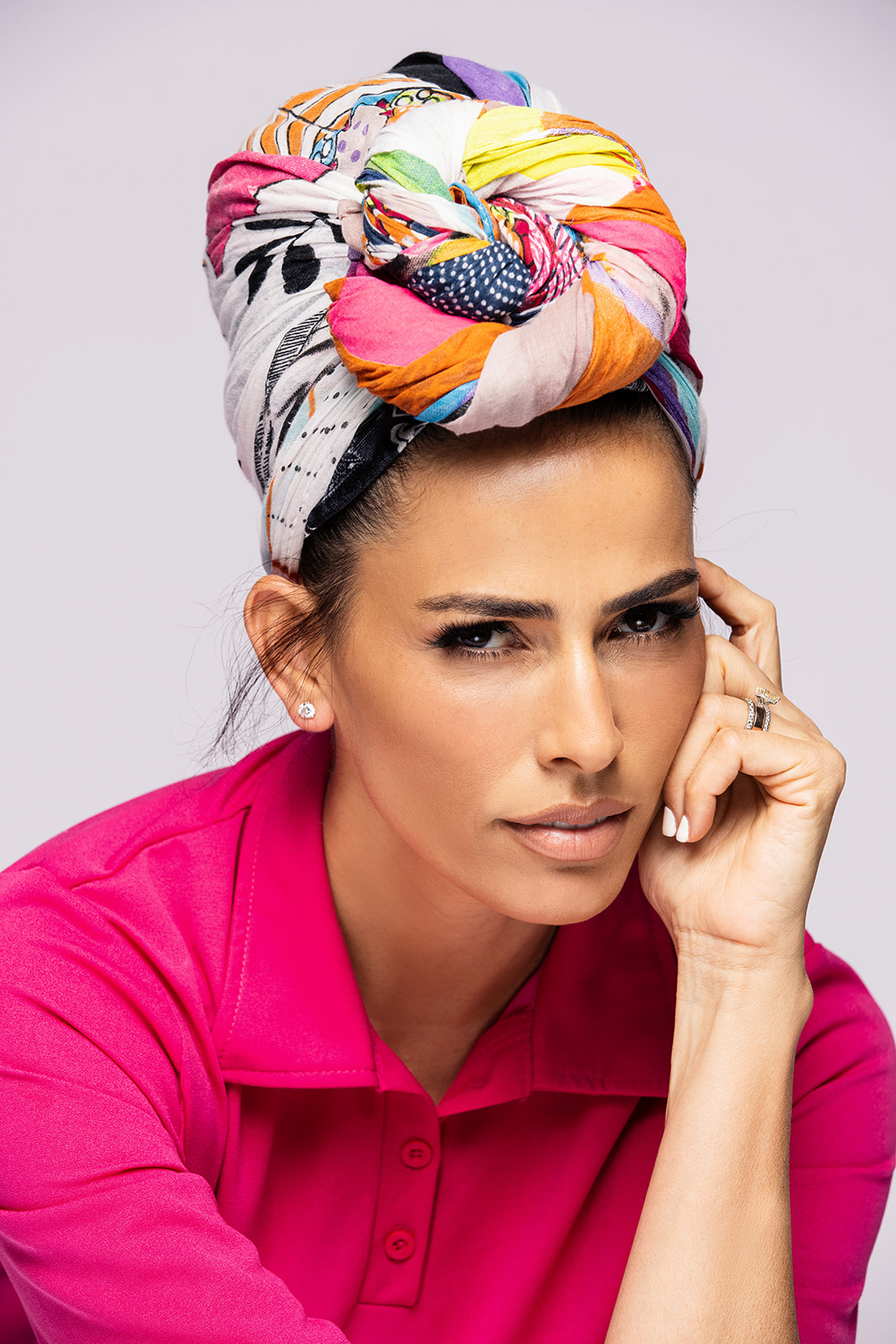
Linor Abargil (2022)

Linor Abargil (hebräisch לינור אברג'יל, * 17. Februar 1980 in Netanja) ist eine israelische Rechtsanwältin, Schauspielerin und Model. 1998 wurde sie zur Miss World gewählt. Als Aktivistin setzt sie sich weltweit für den Kampf gegen sexuelle Gewalt ein.

## Leben
Abargil gewann 1998 den Wettbewerb zur Miss Israel. Kurz nach der Wahl wurde sie in Mailand von dem israelischen Reiseagent ihrer Modelagentur vergewaltigt. Ihre Mutter bestärkte sie, trotzdem an dem Wettbewerb zur Miss World teilzunehmen, der im November 1998 auf den Seychellen stattfand. Sie trug dabei ein „Friedenskleid“ der israelischen Designerin Galit Levi.
Vor Gericht sagte der Täter, sie sei ein Model, eine „Schlampe“ und habe „es so gewollt“. Er wurde in Israel zu 16 Jahren Haft verurteilt.
Abargil arbeitete nach der Miss-Wahl zunächst als Model weiter und nahm Schauspielunterricht, absolvierte dann ein Jura-Studium und wurde erfolgreich als Rechtsanwältin. Sie vertritt vor allem Opfer sexueller Gewalt vor Gericht und engagiert sich öffentlich im Kampf gegen sexuelle Gewalt gegen Frauen. 2008 legte sie eine Website an, auf der sie begann, Aussagen von vergewaltigten Frauen aus der ganzen Welt zu sammeln. Im Dezember 2023 sprach sie auf einer Sonderveranstaltung der Vereinten Nationen über sexuelle Gewalt durch die Hamas während des Terrorangriffs auf Israel am 7. Oktober 2023. Sie verurteilte die internationalen Frauenorganisationen scharf für ihr Schweigen zu den sexuellen Übergriffen und betonte die Notwendigkeit, den Opfern Gehör zu verschaffen.

## Dokumentarfilm
Brave Miss World ist ein amerikanisch-israelischer Dokumentarfilm von 2013 in der Regie von Cecilia Peck. Die Regisseurin begleitete Abargil auf ihrer Reise um die Welt, auf der sie Frauen traf und sie ermutigte, über ihre Erfahrungen mit sexueller Gewalt zu sprechen. Der Film dokumentiert auch Abargils Versuche, mit den Folgen der erlebten Gewalt umzugehen. Er lief im israelischen Fernsehen, in amerikanischen Kinos, hatte 2014 in Paris Premiere und wurde ins Programm zahlreicher Filmfestivals aufgenommen.

## Privates
Sie ist verheiratet und Mutter dreier Kinder. Sie lebt jüdisch–orthodox.

## Filmografie
Filme
- 2023: The 90s – The Revelry

Serien
- 2017: Hachaverim Shel Naor (Folge 4x02)
- 2017: Smachot (Folge 1x03)
- 2018–2020: Shnot HaShmonim (4 Folgen)
- 2022: Magpie (2 Folgen)
- 2022–2024: Shnot HaTishim (5 Folgen)